# Cú diều đỏ
Cú diều đỏ (tên khoa học Ninox rufa) là một loài chim trong Họ Cú mèo. Nó được mô tả vào năm 1846 bởi John Gould, một nhà điểu học người Anh. Cái tên này phản ánh bộ lông màu đỏ hung của nó khi đạt đến độ tuổi trưởng thành. Mặc dù không phổ biến, loài này lại có phạm vi phân bố rộng, bao gồm Australia, Indonesia và Papua New Guinea. 

Cú diều đỏ là một loài cú lớn, có trọng lượng dao động trong khoảng từ 700 đến 1300 gram, tùy thuộc vào giới tính và độ tuổi. Nó chỉ hơi nhỏ hơn so với Cú vọ lực sĩ (Ninox strenua), là loài cú lớn nhất ở Úc, có cân nặng từ 1050 đến 1700 gram.
Cú diều đỏ là loài chim săn mồi ban đêm và thường sống một mình. Nó hiếm khi tỏ ra hung dữ đối với con người, ngoại trừ trong các tình huống mà nó cảm thấy tổ hoặc con cái của mình bị đe dọa. 

## Mô tả
Cú diều đỏ là một loài chim lớn, thường có chiều dài 46–57 cm, chiều dài đuôi 180–228 mm, độ rộng cánh 260–383 mm, với sải cánh 100–120 cm. Con mái có cân nặng 700-1050 gram, trong khi những con trống thường hơi lớn hơn, với cân nặng 1050-1300 gram. Chúng có đầu tương đối nhỏ so với thân và đuôi của mình, nhưng đầu con trống phẳng và rộng hơn so với con mái. Con non nhỏ hơn nhiều, thường dài 49–54 mm (1,9-2,1 in) khi mới nở, và được bao phủ trong bộ lông tơ màu trắng. Trán, cổ, lưng, và mặt trên đôi cánh của cá thể trưởng thành thường là màu nâu đỏ với vệt màu nâu sáng rải rác khắp nơi. Khuôn mặt màu nâu sẫm, còn cổ, ngực và phần dưới là đỏ hung với các vệt mảnh màu kem. Mặt dưới của cánh có màu nâu nhạt với các vệt dày màu kem. Cái mỏ nhọn màu xám nhạt và được bao phủ bởi lông đen tại gốc mỏ. Nó có đôi mắt màu vàng.

## Phân bố và môi trường sống
Cú diều đỏ có phạm vi phân bố rộng. Nó sinh sống ở Australia, Indonesia và Papua New Guinea. Tại Australia, nó được tìm thấy ở Arnhem Land, phía bắc Kimberleys, phía đông bán đảo Cape York, và Khu Mackay phía đông Queensland. Nó là loài cú nhiệt đới duy nhất tại Australia. Số lượng của chúng vẫn chưa được xác định, nhưng loài này được xem là không phổ biến đến quý hiếm.
Loài cú này sinh sống ở hệ sinh thái trên cạn. Nó chủ yếu được tìm thấy bên trong và bìa rừng nhiệt đới. Môi trường sống khác có thể bao gồm các loại rừng khác, thảo nguyên ẩm ướt, và vùng đất ngập nước nội địa.

## Các phân loài
Năm phân loài khác nhau đôi chút về kích thước và màu sắc. Chúng bao gồm.:
- Ninox rufa rufa (Gould, 1846). Là một phân loài có kích thước lớn, phân bố ở vùng nhiệt đới phía bắc Australia. Kích thước cánh: con trống 374–383 mm, con mái 347–357 mm. Trọng lượng: con trống 1150-1300 gram, con mái 700-1050 gram.
- Ninox rufa humeralis (Bonaparte, 1850). Phân bố ở New Guinea, đảo Aru và Waigeo. Phần trên tối hơn và phía dưới nâu hơn. Kích thước cánh: con trống 327–347 mm, con mái 307–330 mm.
- Ninox rufa aruensis (Schlegal, 1866). Đôi khi được gộp vào cùng với phân loài Ninox rufa humeralis.
- Ninox rufa meesi (I.J. Mason & Schodde, 1980). Phân loài nhỏ phân bố ở Queensland. Kích thước cánh: con trống 313–349 mm, con mái 306–352 mm
- Ninox rufa queenslandica (Matthews, 1911). Phân bố ở ven biển Queensland và vùng lân cận, là phân loài lớn, có màu sẫm.

## Lối sống
Cú diều đỏ đặc trưng bởi đặc tính khá là nhút nhát và khó nắm bắt nhưng được biết là trở nên hung dữ nếu bị đe dọa. Chúng là loài chim ăn đêm và sẽ ở lại tổ hoặc ngủ suốt trong ngày. Chúng nói chung ít khi kêu, ngoại trừ trong mùa sinh sản. Trong thời gian này, con trống và con mái sẽ giao tiếp với nhau bằng cách sử dụng tiếng kêu ở các âm điệu khác nhau. Tiếng kêu của con mái cao hơn so với con trống.

### Sinh sản
Cú diều đỏ có mùa sinh sản thường xuyên từ tháng Sáu đến tháng Chín, tùy thuộc vào sự ấm áp của môi trường sống. Để bắt đầu kết đôi, con trống sẽ kêu hai tiếng để thu hút con mái. Con mái sẽ kêu báo hiệu trở lại khi bay về phía con trống. Trứng thường được đẻ trong một tổ nằm trong thân cây hoặc cành cây. Một số tổ được xây dựng ở độ cao tới ba mươi mét so với mặt đất để bảo vệ chúng khỏi những kẻ săn mồi dưới mặt đất. Con trống sẽ lựa chọn tổ và con mái sẽ nằm ấp 1-2 trứng bên trong. Thời gian ấp trứng đòi hỏi là 37 ngày. Sau khi nở, những con non sẽ phụ thuộc vào chim bố mẹ trong nhiều tháng, thường là cho đến khi mùa sinh sản sau. Cả con trống và mái trưởng thành sẽ tích cực bảo vệ tổ của chúng chống lại kẻ thù và những kẻ xâm nhập khi con non vẫn còn sống bên trong.

### Thức ăn
Cú diều đỏ là những kẻ săn mồi lành nghề và mạnh mẽ, có khả năng bắt một loạt các con mồi. Chế độ ăn uống của chúng là vô cùng đa dạng, từ các loài chim, côn trùng và các loài động vật có vú nhỏ. Kích thước con mồi động vật có vú đã được ghi nhận từ loài gặm nhấm nhỏ từ 5 đến 15 gram đến các loài thú lớn hơn như thú có túi possums đuôi rậm (1100-2000 gram) sống trên cây hay các loài dơi quạ (cáo bay). Động vật có vú mà Cú diều đỏ săn bắt đã được ghi nhận bao gồm: Pteropus scapulatus (dơi quạ nhỏ), Pteropus alecto (dơi quạ đen), Phascogale tapoatafa (sóc túi đuôi rậm), Trichosurus arnhemensis (thú túi possums phía Bắc), Petaurus breviceps (sóc túi bay), Mesembriomys gouldii (chuột cây chân đen), Conilurus penicillatus (chuột thỏ đuôi rậm), Isoodon macrourus (thú túi Bandicoot phía Bắc), Rattus tunneyi (chuột đồng sáng), Rattus colletti (chuột đồng sẫm), và những loài khác. Con mồi của chúng cũng bao gồm cả các loài chim như Megapodius reinwardt (gà Úc chân cam) và Eclectus roratus (vẹt Eclectus).

Việc lựa chọn của con mồi thay đổi theo mùa đã được xác định từ các nghiên cứu rộng rãi tại Úc.
Ví dụ, khi thảm thực vật trên mặt đất dày đặc hơn trong mùa mưa, thì các loài chim sẽ là con mồi thường xuyên hơn so với động vật có vú ở trên mặt đất. Lựa chọn con mồi cũng phần lớn phụ thuộc vào sự sẵn có của các loài trong các mùa khác nhau. Khi cú diều đỏ đi săn, đã quan sát thấy chúng sử dụng một số phương pháp săn mồi. Chúng có thể bắt con mồi từ một cành cây, hoặc bắt mồi từ tán lá cây trong khi đang bay, hay săn đuổi trong khi đang bay, hoặc vồ mồi trên không trung và bắt con mồi ở mặt đất hoặc bên dưới mặt nước.

## Bảo tồn
Theo Sách đỏ IUCN về các loài bị đe dọa, Cú diều đỏ không được liệt kê như là một loài dễ bị tổn thương. Gần đây nhất là nó đã được phân loại vào năm 2008 như một loài "ít quan tâm". Trong khi số lượng của chúng dường như giảm, tỷ lệ suy giảm không được xem là đủ nhanh để được xem xét theo như là loài dễ bị tổn thương. Loài này suy giảm dưới 30% trong mười năm qua ba thế hệ. Tuy nhiên, Cú diều đỏ, giống như nhiều loài chim khác, là chủ đề của các mối đe dọa như săn bắn, phá rừng và cháy rừng trong mùa khô.
Ở phía Đông Australia, cây để làm tổ trong môi trường sống thích hợp của phân loài Queensland cách nhau 3–4 km, với phạm vi tìm kiếm thức ăn ước tính khoảng 400-800 ha. Dựa trên sự phân bố của các vị trí làm tổ, số lượng ước tính có khoảng 1000 cặp chim này.